# 申在煥
申 在煥（シン・ジェファン、朝: 신재환、1998年3月3日 - ）は、韓国の体操競技選手。2020年東京オリンピック種目別跳馬金メダリスト。

## 経歴
忠清北道清州市出身。父親はフィットネスクラブを経営する元テッキョン選手。韓国体育大学校卒業。
2021年、東京オリンピックの種目別跳馬で金メダルを獲得した。体操競技において韓国勢では梁鶴善以来9年ぶり2個目の金メダルである。